# اليوم العالمي للتقبيل
اليوم العالمي للتقبيل هو يوم عطلة غير رسمي يحتفل به في 6 يوليو من كل عام. وكذلك تم تحديد التاريخ 13 فبراير كيوم عالمي للتقبيل، والذي يوافق أسبوع عيد الحب.

## حقائق ومعلومات
- أول قبلة على الشاشة كانت ضمن فيلم «القبلة»، الذي عرض لأول مرة عام 1896 حيث أثار المشهد جدلا كبيرا وقتها بسبب طبيعة المجتمع المحافظة آنذاك.[1]
- كانت أطول قبلة في التاريخ والتي استمرت لمدة (58 ساعة و35 دقيقة و58 ثانية) بين زوجين من التايلاند.[3]